# Sun Hung Kai Properties
Sun Hung Kai Properties (chinesisch 新鴻基地產 / 新鸿基地产, kurz 新地, englisch SHKP), amtlich Sun Hung Kai Properties Limited (新鴻基地產發展有限公司 / 新鸿基地产发展有限公司) ist ein chinesisches Immobilien-Unternehmen mit Firmensitz in Hongkong. Das Unternehmen ist im Aktienindex Hang Seng Index gelistet. Das Unternehmen wurde von Walter Kwok (1950–2018) sowie seinen Brüdern Thomas Kwok und Raymond Kwok geleitet.
2008 musste Walter Kwok, der älteste Sohn der Familie, aufgrund interner geschäftlicher Streitigkeiten zwischen den Familienmitglieder sich aus der Unternehmensführung zurückziehen. Dieser Platz wurde bis 2011 von seiner Mutter Kwong Siu-hing (1929–) übernommen. Im Unternehmen sind etwa 39.500 Mitarbeiter beschäftigt (Stand: Juni 2020). Das Unternehmen wurde 1963 von Kwok Tak-seng (1911–1990), Fung King-hey (1922–1985) und Lee Shau-kee (1928–2025) zusammen als Sun Hung Kai Enterprises, kurz SHK Enterprises, gegründet. Sun Hung Kai Properties besitzt, verwaltet und vermarktet Immobilien in Hongkong, China und Singapur. Es gehört zu den größten Unternehmen der Metropole und Sonderverwaltungszone Hongkong. Weitere Geschäftsfelder sind u. a. Hotelgewerbe, Versicherungen, Verkehr und Telekommunikation (Smartone – Partnerschaft mit Vodafone).